# Livina
Livina este o comună slovacă, aflată în districtul Partizánske din regiunea Trenčín. Localitatea se află la altitudinea de 184 m deasupra n.m., se întinde pe o suprafață de 3,22 km2 și în 2017 număra 114 locuitori.

## Istoric
Localitatea Livina este atestată documentar din 1340.

## Demografie
| An:                | 1994 | 2004    | 2014   | 2024   |
| ------------------ | ---- | ------- | ------ | ------ |
| Număr de persoane: | 97   | 119     | 114    | 119    |
| Diferență:         |      | +22,68% | −4,20% | +4,38% |

| An:                | 2023 | 2024   |
| ------------------ | ---- | ------ |
| Număr de persoane: | 120  | 119    |
| Diferență:         |      | −0,83% |